# صابرآباد (شهر)
صابرآباد (به لاتین Sabirabad) شهری در شهرستان صابرآباد کشور جمهوری آذربایجان است. جمعیت این شهر بر اساس سرشماری سال ۱۹۸۹ میلادی، ۱۸٫۶۱۲ نفر و بر اساس سرشماری سال ۲۰۰۸ میلادی، ۲۸٫۴۰۰ بوده‌است.